# Линдејл (Охајо)
Линдејл (енгл. Linndale) град је у америчкој савезној држави Охајо.

## Демографија
По попису из 2010. године број становника је 179, што је 62 (53,0%) становника више него 2000. године.
| Група             | 2000.      | 2010.      |
| Белци             | 80 (68,4%) | 96 (53,6%) |
| Афроамериканци    | 22 (18,8%) | 50 (27,9%) |
| Азијати           | 0 (0,0%)   | 0 (0,0%)   |
| Хиспаноамериканци | 9 (7,7%)   | 31 (17,3%) |
| Укупно            | 117        | 179        |